# Oksana Yakovleva
Pour les articles homonymes, voir Iakovlev.
Oksana Yakovleva (en cyrillique : Оксана Миколаївна Яковлєва), née le 6 octobre 1980 à Doubrovska, est une ancienne biathlète ukrainienne active de 1999 à 2010. Elle ne monte sur aucun podium individuel en Coupe du monde, mais remporte deux médailles d'argent en relais aux Championnats du monde de 2003 et 2008. Elle est aussi quatre fois championne d'Europe.

## Palmarès

### Jeux olympiques
| Épreuve / Édition | Salt Lake City 2002 |
| Sprint            |                     |
| Poursuite         |                     |
| Individuelle      | 27e                 |
| Mass start        |                     |
| Relais            |                     |

### Championnats du monde
| Épreuve / Édition               | Khanty-Mansiysk 2003 | Oberhof 2004 | Hochfilzen 2005 | Antholz 2007 | Ostersund 2008 |
| Sprint 10 km                    | 72e                  | 47e          | —               | —            | —              |
| Poursuite 12,5 km               | —                    | 43e          | —               | —            | —              |
| Mass start 15 km                | —                    | —            | —               | —            | —              |
| Individuelle 20 km              | Abandon              | 18e          | 15e             | 52e          | 20e            |
| Relais 4 × 7,5 km               | Argent               | 7e           | 7e              | 9e           | Argent         |
| Relais 2 × 6 + 2 × 7,5 km mixte | —                    | —            | —               | —            | —              |

### Coupe du monde
- Meilleur classement général : 40e en 2004.
- Classement annuel : 69e en 2000, 53e en 2002, 40e en 2004, 67e en 2005, 74e en 2007, 67e en 2008, 96e en 2010.
- Meilleur résultat individuel : 12e.

### Championnats d'Europe
- Médaille d'or de l'individuelle en 2001 et 2007.
- Médaille d'or du sprint et du relais en 2008.
- Médaille d'argent du relais en 2005.
- Médaille d'argent de la poursuite en 2008.
- Médaille de bronze du relais en 2001, 2002 et 2007.

### Championnats d'Europe junior
- Médaille d'or de la poursuite en 2000.